# Serghei Finikov
Serghei Pavlovici Finikov (n. 15 noiembrie [S.V. 3 noiembrie] 1883 – d. 27 februarie 1964) a fost un matematician rus, cu contribuții deosebite în domeniul geometriei.
A fost unul dintre creatorii geometriei proiectiv-diferențiale contemporane și fondatorul unei vaste școli sovietice de geometrie.

## Activitate științifică
Prin cercetările sale, Finikov a obținut o serie de rezultate fundamentale în problemele clasice privind deformația suprafețelor, teoria metrică și proiectivă a congruențelor.
În 1933 a dat o definiție transformărilor T ale congruențelor de drepte pentru cazul când asimptoticele sunt reale.
De această problemă s-a ocupat și matematicianul român P. Drăgilă în 1959.
Finikov este unul dintre creatorii geometriei proiectiv-diferențiale contemporane și în același timp creatorul unei vaste școli de geometrie sovietică.
Mulți dintre discipolii săi au devenit geometrii renumiți.

## Scrieri
- 1929: Sur les congruences stratificables (Palermo);
- 1930: La Congruences R ayant deux surfaces gauches pour les deux nappes de sa surface focale;
- 1937: Curs de geometrie diferențială, lucrare tradusă și în română de Editura Tehnică în 1954;
- 1948: Metoda formelor externe Cartan în geometria diferențială;
- Transformation T des congruences droites.

1. ↑  Czech National Authority Database, accesat în 29 ianuarie 2023
2. ↑  Czech National Authority Database, accesat în 1 martie 2022
3. ↑  Genealogia matematicienilor
4. ↑   https://www.legifrance.gouv.fr/jorf/jo/id/JORFCONT000000018251 Lipsește sau este vid: |title= (ajutor)